# Elisabetta Ludovica di Baviera
Elisabetta Ludovica di Baviera (Monaco di Baviera, 13 novembre 1801 – Dresda, 14 dicembre 1873), nata principessa di Baviera, divenne regina di Prussia come consorte di Federico Guglielmo IV di Prussia (1795-1861).

## Biografia

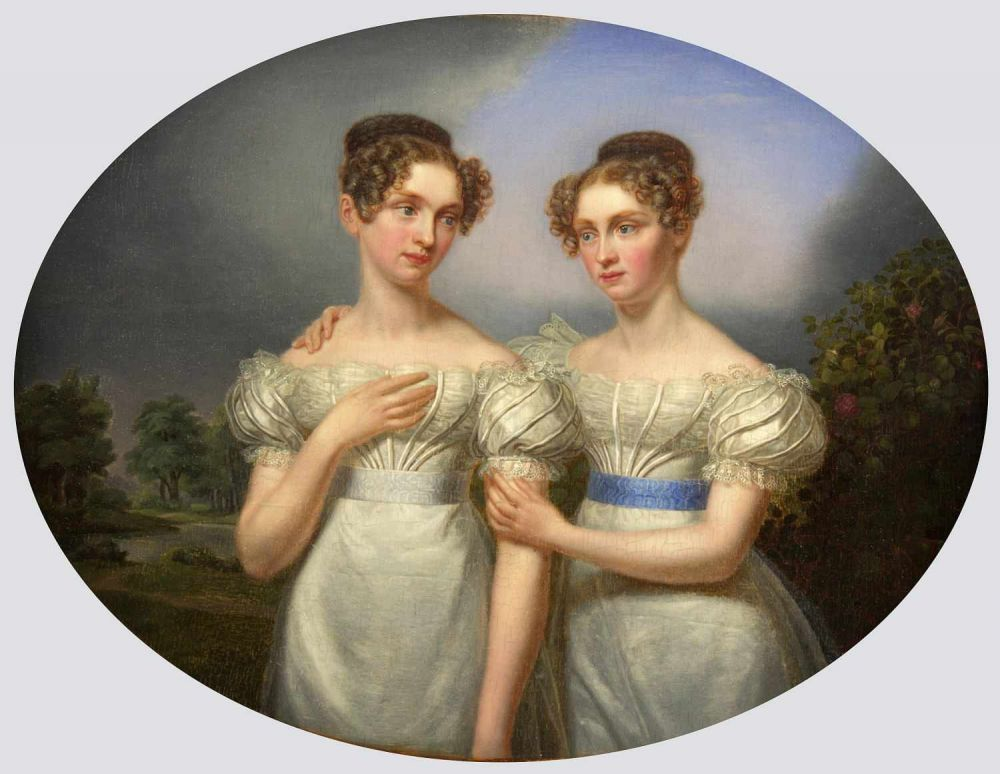
Elisabetta Ludovica di Baviera ritratta insieme alla sua sorella gemella Amalia Augusta.

Elisabetta era figlia del re Massimiliano I di Baviera (1756-1825) e della sua seconda moglie Carolina di Baden (1776-1841).
Aveva una sorella gemella, Amalia Augusta, divenuta regina di Sassonia come consorte di Giovanni di Sassonia.

## Matrimonio

### Principessa ereditaria
Il 29 novembre del 1823 sposò Federico Guglielmo, futuro re di Prussia, figlio maggiore di Federico Guglielmo III di Prussia e di Luisa di Meclemburgo-Strelitz.
Giunto in Baviera per cercare moglie, Federico Guglielmo mostrò interesse per Ludovica, la quale però mostrava di tenere particolarmente alla religione del suo paese d'origine, quella cattolica. Federico Guglielmo però desiderava avere una moglie protestante. L'ostinazione della futura sposa finì per convincere il futuro sovrano. Le famiglie raggiunsero un compromesso che prevedeva che Ludovica praticasse il cattolicesimo con discrezione. La sposa doveva inoltre apprendere le basi della religione protestante. Nel 1830, finì per convertirsi alla religione protestante di sua spontanea volontà.
La coppia non ebbe figli.

## Regina
Elisabetta condivise con il marito gli interessi intellettuali e anche la passione per le arti grafiche. Divenuta regina consorte di Prussia nel 1840, non provava invece nessun interesse per la vita politica del Paese: infatti si interessò attivamente solo a preservare l'amicizia che univa la Prussia all'Impero austriaco.

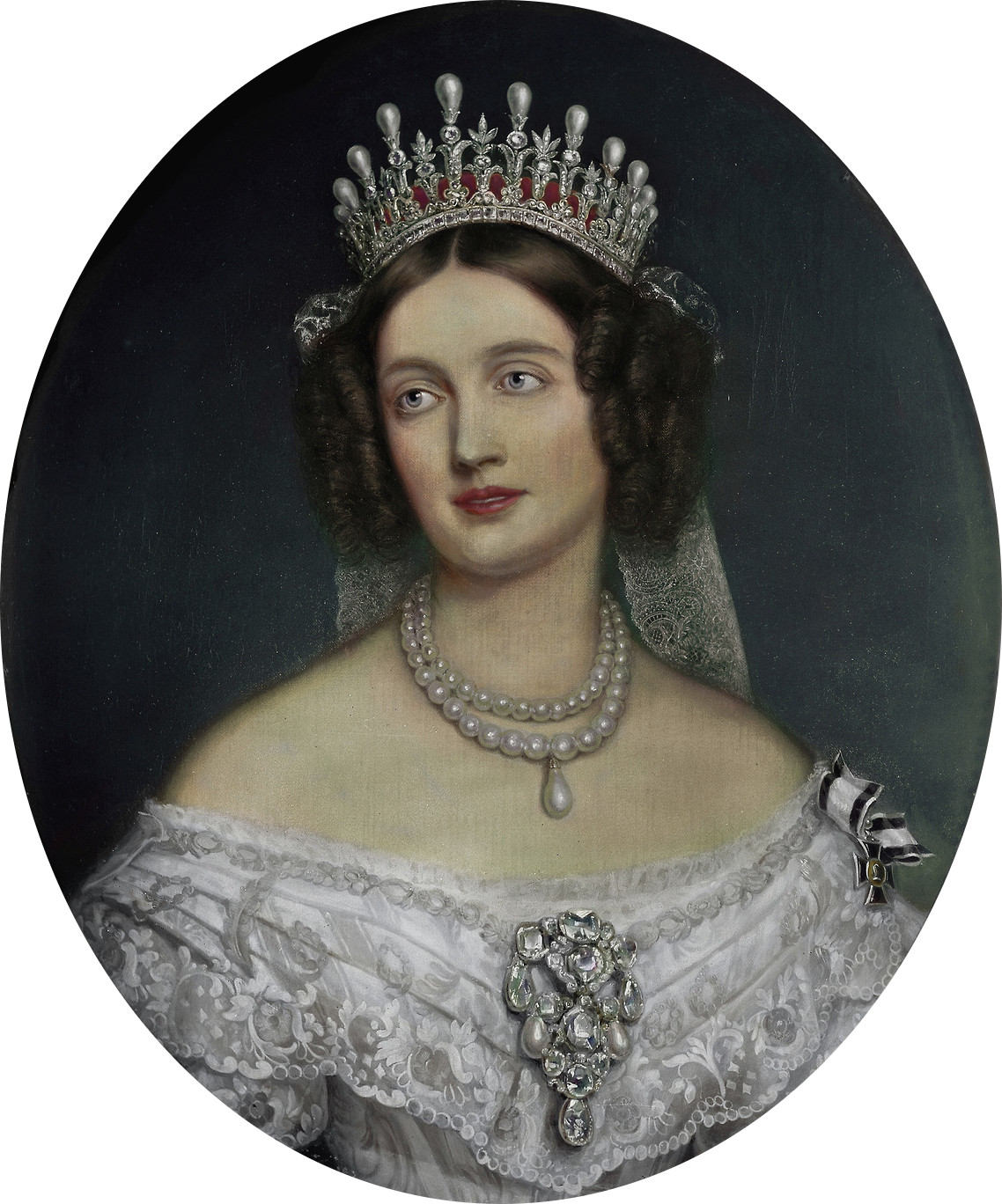
Elisabetta Ludovica ritratta come regina di Prussia.

Si dedicò completamente a Federico Guglielmo nel periodo della sua lunga infermità. All'inizio era ostile alla moglie britannica di suo nipote, Vittoria, principessa reale, conosciuta all'interno della famiglia come Vicky, ma la loro relazione si sciolse quando Vicky si prese cura di Elisabetta e la confortò durante i primi dolorosi giorni della sua vedovanza. Elisabetta non dimenticò mai la gentilezza di Vicky e nelle sue volontà spezzò la tradizione, lasciando a Vicky i suoi gioielli. Questi gioielli dovevano essere lasciati in eredità alla regina in carica, (Augusta di Sassonia-Weimar, cognata di Elisabetta); questo era un reato per il quale Augusta non perdonò mai Vicky.

## Morte

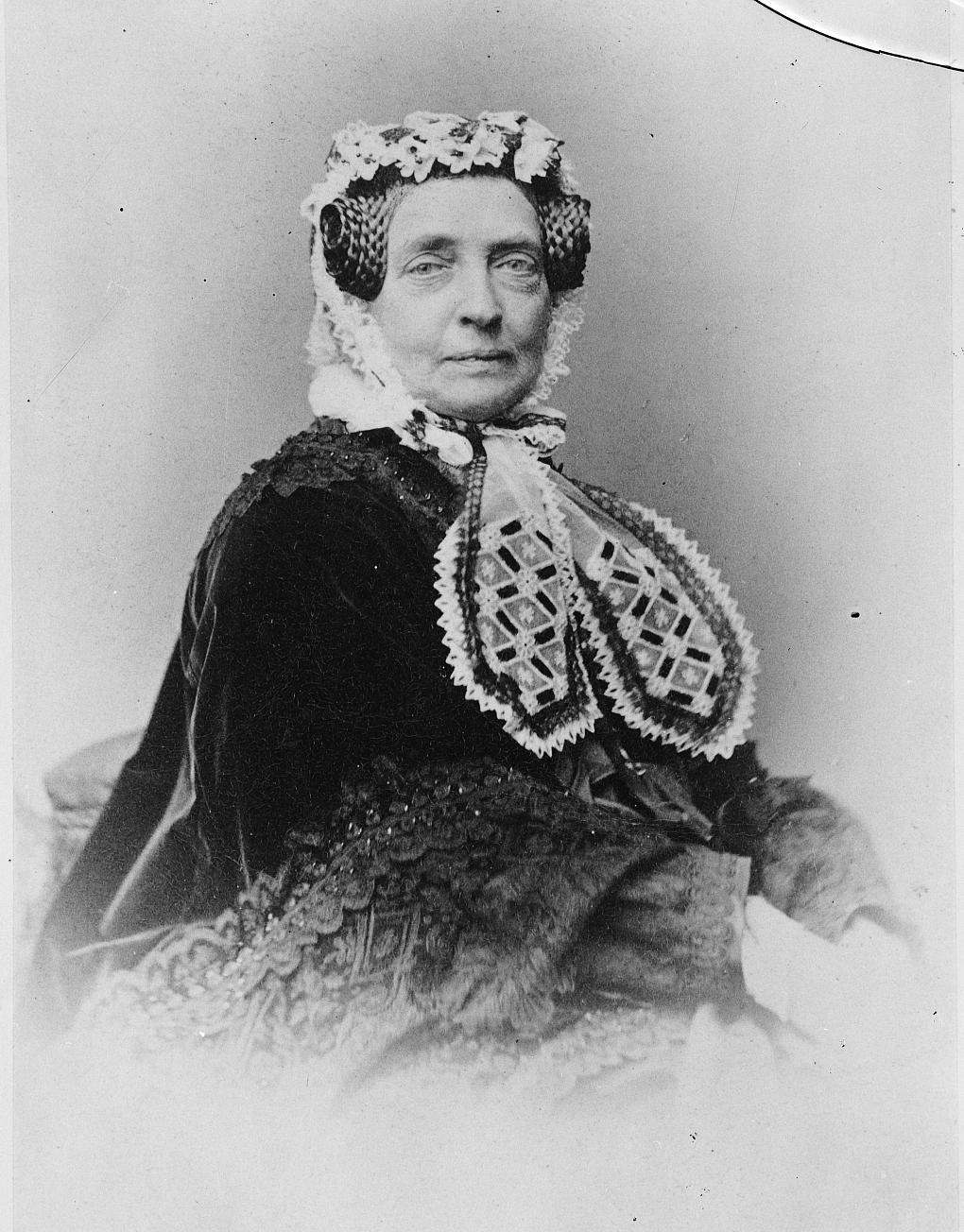
Elisabetta Ludovica di Baviera foto del (1861)

Dopo la morte del marito, avvenuta il 2 gennaio 1861, visse nelle residenze di Sanssouci, Charlottenburg e Stolzenfels, occupandosi di opere di carità in memoria del marito.
Elisabetta morì a Dresda il 14 dicembre del 1873 mentre era in visita alla sorella gemella Amalia. È sepolta a Potsdam accanto al marito.

## Ascendenza
|                                            |                         |                                                 | Genitori                                     |  |  | Nonni |  |  | Bisnonni                                 |  |  | Trisnonni                                          |  |
|                                            |                         |                                                 |                                              |  |  |       |  |  | Cristiano III del Palatinato-Zweibrücken |  |  | Cristiano II del Palatinato-Zweibrücken-Birkenfeld |  |
|                                            |                         |                                                 |                                              |  |  |       |  |  | Cristiano III del Palatinato-Zweibrücken |  |  | Cristiano II del Palatinato-Zweibrücken-Birkenfeld |  |
|                                            |                         | Caterina Agata di Rappoltstein                  |                                              |  |  |       |  |  | Cristiano III del Palatinato-Zweibrücken |  |  |                                                    |  |
| Federico Michele di Zweibrücken-Birkenfeld |                         |                                                 |                                              |  |  |       |  |  | Cristiano III del Palatinato-Zweibrücken |  |  |                                                    |  |
|                                            |                         | Carolina di Nassau-Saarbrücken                  | Luigi Cratone di Nassau-Saarbrücken          |  |  |       |  |  |                                          |  |  |                                                    |  |
|                                            |                         | Carolina di Nassau-Saarbrücken                  | Luigi Cratone di Nassau-Saarbrücken          |  |  |       |  |  |                                          |  |  |                                                    |  |
|                                            |                         | Carolina di Nassau-Saarbrücken                  | Enrichetta Filippina di Hohenlohe-Langenburg |  |  |       |  |  |                                          |  |  |                                                    |  |
| Massimiliano I Giuseppe di Baviera         |                         | Carolina di Nassau-Saarbrücken                  |                                              |  |  |       |  |  |                                          |  |  |                                                    |  |
|                                            |                         | Giuseppe Carlo del Palatinato-Sulzbach          | Teodoro Eustachio del Palatinato-Sulzbach    |  |  |       |  |  |                                          |  |  |                                                    |  |
|                                            |                         | Giuseppe Carlo del Palatinato-Sulzbach          | Teodoro Eustachio del Palatinato-Sulzbach    |  |  |       |  |  |                                          |  |  |                                                    |  |
|                                            |                         | Giuseppe Carlo del Palatinato-Sulzbach          | Maria Eleonora d'Assia-Rotenburg             |  |  |       |  |  |                                          |  |  |                                                    |  |
| Maria Francesca del Palatinato-Sulzbach    |                         | Giuseppe Carlo del Palatinato-Sulzbach          |                                              |  |  |       |  |  |                                          |  |  |                                                    |  |
|                                            |                         | Elisabetta Augusta Sofia del Palatinato-Neuburg | Carlo III Filippo del Palatinato             |  |  |       |  |  |                                          |  |  |                                                    |  |
|                                            |                         | Elisabetta Augusta Sofia del Palatinato-Neuburg | Carlo III Filippo del Palatinato             |  |  |       |  |  |                                          |  |  |                                                    |  |
|                                            |                         | Elisabetta Augusta Sofia del Palatinato-Neuburg | Ludwika Karolina Radziwiłł                   |  |  |       |  |  |                                          |  |  |                                                    |  |
| Elisabetta Ludovica di Baviera             |                         | Elisabetta Augusta Sofia del Palatinato-Neuburg |                                              |  |  |       |  |  |                                          |  |  |                                                    |  |
|                                            | Carlo Federico di Baden | Federico di Baden-Durlach                       |                                              |  |  |       |  |  |                                          |  |  |                                                    |  |
|                                            | Carlo Federico di Baden | Federico di Baden-Durlach                       |                                              |  |  |       |  |  |                                          |  |  |                                                    |  |
|                                            | Carlo Federico di Baden | Amalia di Nassau-Dietz                          |                                              |  |  |       |  |  |                                          |  |  |                                                    |  |
| Carlo Luigi di Baden                       | Carlo Federico di Baden |                                                 |                                              |  |  |       |  |  |                                          |  |  |                                                    |  |
|                                            |                         | Carolina Luisa d'Assia-Darmstadt                | Luigi VIII d'Assia-Darmstadt                 |  |  |       |  |  |                                          |  |  |                                                    |  |
|                                            |                         | Carolina Luisa d'Assia-Darmstadt                | Luigi VIII d'Assia-Darmstadt                 |  |  |       |  |  |                                          |  |  |                                                    |  |
|                                            |                         | Carolina Luisa d'Assia-Darmstadt                | Carlotta di Hanau-Lichtenberg                |  |  |       |  |  |                                          |  |  |                                                    |  |
| Carolina di Baden                          |                         | Carolina Luisa d'Assia-Darmstadt                |                                              |  |  |       |  |  |                                          |  |  |                                                    |  |
|                                            |                         | Luigi IX d'Assia-Darmstadt                      | Luigi VIII d'Assia-Darmstadt                 |  |  |       |  |  |                                          |  |  |                                                    |  |
|                                            |                         | Luigi IX d'Assia-Darmstadt                      | Luigi VIII d'Assia-Darmstadt                 |  |  |       |  |  |                                          |  |  |                                                    |  |
|                                            |                         | Luigi IX d'Assia-Darmstadt                      | Carlotta di Hanau-Lichtenberg                |  |  |       |  |  |                                          |  |  |                                                    |  |
| Amalia d'Assia-Darmstadt                   |                         | Luigi IX d'Assia-Darmstadt                      |                                              |  |  |       |  |  |                                          |  |  |                                                    |  |
|                                            |                         | Carolina del Palatinato-Zweibrücken-Birkenfeld  | Cristiano III del Palatinato-Zweibrücken     |  |  |       |  |  |                                          |  |  |                                                    |  |
|                                            |                         | Carolina del Palatinato-Zweibrücken-Birkenfeld  | Cristiano III del Palatinato-Zweibrücken     |  |  |       |  |  |                                          |  |  |                                                    |  |
|                                            |                         | Carolina del Palatinato-Zweibrücken-Birkenfeld  | Carolina di Nassau-Saarbrücken               |  |  |       |  |  |                                          |  |  |                                                    |  |
|                                            |                         | Carolina del Palatinato-Zweibrücken-Birkenfeld  |                                              |  |  |       |  |  |                                          |  |  |                                                    |  |